# Picómetro

Radios atómicos (izda.) e iónicos (dcha.) expresados en picómetros de los elementos halógenos

El picómetro es una unidad de longitud del SI que equivale a una billonésima (0,000 000 000 001 o 1×10−12) parte de un metro. Se abrevia pm.
1 pm = 1 × 10−12 m.
Se emplea para medir distancias de escala atómica, molecular o de red cristalina, siendo la alternativa al todavía  comúnmente utilizado ángstrom (Å), unidad de longitud que no ha sido sancionado oficialmente por el CIPM ni por la CGPM. Los diámetros atómicos están habitualmente comprendidos entre 50 pm a 600 pm y las distancias interatómicas en los enlaces químicos entre 100 y 300 pm (excepto la longitud de enlace de la molécula de hidrógeno; 74,15 pm).

## Otras equivalencias
- 1 nm = 1000 pm
- 1 Å = 100 pm
- 1 pm = 1000 fm

## Ejemplos
Entre las longitudes del orden de magnitud de un picómetro se puede mencionar a:
- La longitud de onda Compton del electrón: 2,4 pm (2,4 × 10−12 m)
- La longitud de onda aproximada de los rayos X de mayor energía: 5 pm (5 × 10−12 m)
- La distancia entre los átomos de hidrógeno y oxígeno en una molécula de agua: 95.84 pm (9,584 × 10−11 m)
- Radio de Bohr (ao): 52,92 pm (5,29177 × 10−11 m)
- Radio iónico del Na+: 95 pm (9,5 × 10−11 m)
- Longitud de enlace en la molécula de H2: 74,15 pm (7,415 × 10−11 m)